# 선덜랜드 대학교
선덜랜드 대학교(University of Sunderland)는 노스이스트잉글랜드 선덜랜드에 위치한 공립 연구형 대학이다. 전신인 'Sunderland Technical College'는 1901년 트레이닝 칼리지로서 설립되었다. 1992년에 대학교(university) 지위를 얻었다. 현재는 선덜랜드, 런던, 홍콩에 캠퍼스를 두고 있다. 학생 수는 약 20,000명이다.